# Topana (Roemenië)
Topana is een Roemeense gemeente in het district Olt.
Topana telt 1221 inwoners.